# Guy François
Guy François (ur. 18 września 1947, zm. 3 czerwca 2019) – haitański piłkarz grający na pozycji pomocnika.
Podczas kariery piłkarskiej Guy François grał w Violette AC.
W reprezentacji Haiti Guy François grał w pod koniec lat sześćdziesiątych i w latach siedemdziesiątych. Podczas Mistrzostw Świata 1974 w RFN Guy François zagrał w dwóch meczach z reprezentacją Włoch oraz reprezentacją Polski. 
Guy François grał w eliminacjach do Mundialu w Meksyku, jednakże reprezentacja Haiti przegrała rywalizacje o awans z Salwadorem.